# أنا ديفيد (فلم)
أنا ديفيد (بالإنجليزية: I Am David) هو فيلم دراما أمريكي من إخراج بول فيغ عُرض عام 2003 وهو مأخوذ عن رواية تحمل ذات الأسم تدور احداثها عام 1951 عن صبي هارب من معسكر عمال شيوعي في بلغاريا. أُنتج الفيلم بواسطة شركة ليونزغيت إنترتاينمنت الكندية.

## قصة الفيلم
تدور قصة الفيلم حول الطفل ديفيد الذي وعى على الدنيا وهو في معسكر عمال يعامل فيه كعامل ويمارس بحقهم أشد أنواع التعذيب. بعد مقتل صديقه الكبير الذي كان يرعاه أشفق عليه أحد قادة الجيش وأصبح يرعاه هو، لكن مع اقتراب انتقاله من المعسكر قرر التخطيط لتهريب ديفيد خارج المعسكر، ووضع له مخطط لمغادرة بلغاريا إلى اليونان ومنها لإيطاليا عبر البحر، ثم يتجه شمالاً نحو الدنمارك والتي هي موطنه الأصلي ومكان تواجد أمه التي لا يعرف إن كانت حية أم لا. خلال مراحل سفره يواجه عدة صعوبات واختبارات، ليلتقي أخيراً بامرأة كبيرة في السن فقدت ابنها الوحيد بمرض التهاب رئوي، وأصبحت تُمضي وقتها بالرسم. عطفت المرأة على ديفيد وقامت برسمه ونقلته معها إلى سويسرا حيثُ تسكن، وأثناء زيارتهم لإحدى المكتبات صادفا كتاباً لأم ديفيد كتبت فيها عن قصة فقدانه وحياتها المأساوية أثناء الحرب، وعندما رأى صورتها ميزها وأخبر المرأة التي قامت بنقله إلى الدنمارك ليقابل أمه بعد معاناة طويلة.

## روابط خارجية
- مقالات تستعمل روابط فنية بلا صلة مع ويكي بيانات